# Silene hellmannii
Silene hellmannii là loài thực vật có hoa thuộc họ Cẩm chướng. Loài này được Claus miêu tả khoa học đầu tiên năm 1852.